# Super Pang
Super Pang (スーパーパン?, Sūpā Pan) è un videogioco arcade di azione sviluppato e pubblicato dalla Mitchell Corporation nel 1990.
Venne pubblicato da Capcom nel Nord America con il titolo Super Buster Bros..
Nel 1992 ne uscì una conversione per console Super Nintendo.
È il sequel di Pang e fu seguito a sua volta da Pang! 3.
Super Pang è presente anche nelle raccolte Super Pang Collection (1997) per PlayStation e Capcom Puzzle World (2007) per PSP.

## Modalità di gioco
Come in Pang i protagonisti sono due ragazzi che devono cercare di distruggere alcune palle che rimbalzano sullo schermo intorno a loro usando varie armi: arpione semplice, doppio arpione, arpione fisso, mitragliatrice.
Vi sono due modalità di gioco:
- World Tour Mode
- Panic Mode

All'inizio appaiono generalmente palle di grandezza notevole e ogni volta che una di esse viene colpita si divide in due palle di dimensioni minori che cominciano a rimbalzare in direzioni opposte. Quando una palla di dimensioni minime viene colpita, scompare del tutto. Oltre alle palle tradizionali, in alcuni livelli possono comparire palle di gomma che rimbalzano molto più in alto delle palle normali, palle lampeggianti che si scindono in quattro una volta colpite, nonché strani solidi geometrici simili a gemme che non risentono della forza di gravità e che quindi rimbalzano per tutta l'area inquadrata. Il contatto con una palla o con una gemma fa perdere una vita. Quanto fin qui detto vale per entrambe le modalità di gioco.

### Livelli delWorld Tour Mode
Nella modalità World Tour ci sono tre continenti o "mondi" (Worlds: nell'ordine, Asia, Europa e Americhe) e 15 località, ognuna solitamente con un triplice scenario di giorno, tramonto e notte (lungo un itineraio che inizia con Hong Kong e termina coi Caraibi). Per completare ogni schema è necessario far scoppiare tutte le palle e le gemme presenti. L'arma base è l'arpione semplice, sostituibile eventualmente con l'arpione fisso, col doppio arpione o con la mitragliatrice, proprio come in Pang.
Appaiono inoltre alcuni animaletti - uccelli e pesci volanti - che impediscono al protagonista di sparare per alcuni secondi se gli vanno addosso. Non sono invece ostili i draghetti, che possono anche essere d'aiuto mangiando le palle, al pari dei granchi in Pang, e quindi è consigliabile risparmiarli; nello scenario diurno di Londra il giocatore dovrà però cercare di stordire i draghetti con una delle armi-arpioni per poi scaraventarli contro le palle racchiuse in due caselle, unico modo possibile per la loro eliminazione guadagnando punti (la mitragliatrice è dunque inadatta allo scopo). Non si ottengono punti invece quando i draghetti mangiano palle e gemme.
Le vite a disposizione sono 3, aumentabili al raggiungimento di alcuni punteggi e anche se si distruggono determinate piattaforme (alcune delle quali invisibili). Si perde una vita in caso di contatto con palle e gemme oppure se scade il tempo a disposizione: in entrambi i casi il livello andrà ripreso dall'inizio. Se si perdono tutte le vite è possibile continuare il gioco inserendo un nuovo credito, ma non nell'ultima tappa. 
Questa modalità di gioco prevede numerosi power up e bonus, molti dei quali già presenti in Pang, come la clessidra che rallenta la velocità di palle e gemme per alcuni secondi, la barriera protettiva, la dinamite che riduce palle e gemme ai minimi termini, la vita extra. In rarissime occasioni può apparire una stella dorata: se viene presa, tutte le palle e le gemme del livello in corso andranno distrutte e si passerà immediatamente a quello successivo.

### Livelli delPanic Mode
Nel Panic Mode, invece, l'azione si protrae ininterrottamente per 99 livelli, sulla carta dunque senza pause, con palle e gemme che piovono dall'alto in continuazione; sono assenti gli animaletti. Il protagonista può qui impiegare come arma solo il doppio arpione. Ogni tanto appare una palla speciale, contenente una sveglia e una stella alternatamente visibili a ogni rimbalzo: se la palla viene spaccata mentre si vede la sveglia, le altre palle e le gemme presenti nella schermata si bloccheranno per dieci secondi; se invece viene distrutta quando è visibile la stella, l'area di gioco sarà ripulita e il giocatore potrà anche godere di una breve tregua. In questa modalità di gioco non ci sono limiti di tempo per il completamento dei livelli.
Alla fine del livello 99 non appariranno più nuove palle o gemme, e per completare il gioco basterà eliminare quelle che rimangono, a meno che non si perda una vita (in tal caso lo schermo verrà ripulito per qualche attimo, per poi riempirsi nuovamente, sia pure in numero limitato, di palle e gemme). 
Le località che fanno da sfondo sono quelle già viste in modalità World Tour nel loro scenario diurno, ma qui presenti solo in parte e caratterizzate oltretutto da un'inversione d'ordine: si comincia infatti dai Caraibi per arrivare fino alla Moschea Blu di Istanbul (saltando però Venezia, dato che per essa in World Tour si hanno solo le vedute al tramonto e di notte). Anche qui inizialmente le vite a disposizione sono 3, aumentabili al raggiungimento di determinati punteggi: se andranno perse tutte non sarà però possibile riprendere il gioco con una nuova partita.

## Colonna sonora
Le musiche portano la firma di Hiromitsu Takaoka, Tatsuya Nishimura e Minae Fujii.

## Accoglienza
La rivista giapponese Game Machine ha elencato Super Pang nel numero del 1º gennaio 1991 come l'ottavo gioco arcade di maggiore successo del mese, superando titoli come Carrier Air Wing e Columns.
Nel 1995 la testata Total! ha classificato Super Pang all'83º posto nella loro Top 100 giochi SNES e uno dei redattori ha affermato: "Questo è un gioco insolito in cui distruggi le bolle che rimbalzano".

## Eredità

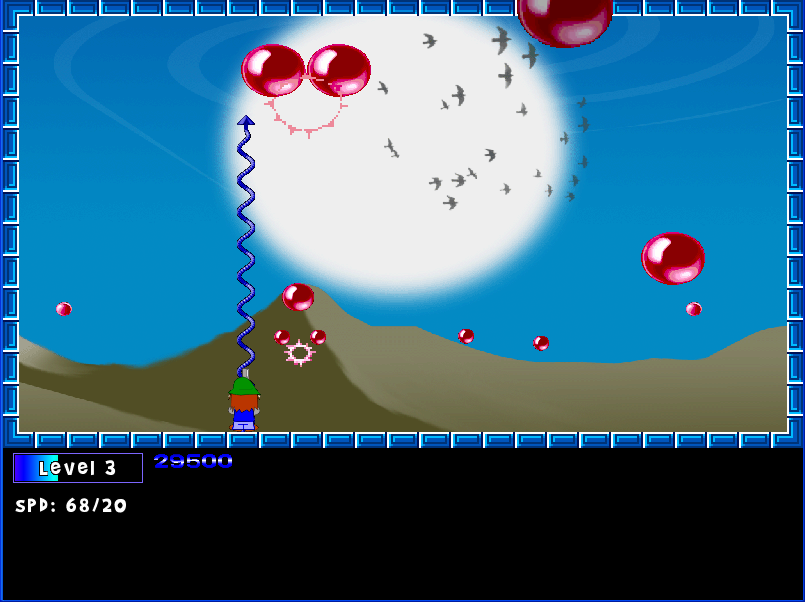
Pang Zero, clone di Super Pang (modalità Panic Mode)

Ne è stata realizzata una versione open source chiamata Pang Zero, con scenari totalmente diversi; inoltre la modalità Challenge sostituisce il World Tour Mode, mentre il Panic Mode presenta notevoli differenze, tra cui un numero maggiore di livelli (102 livelli anziché 99) e il doppio arpione sostituibile con le altre armi.